# Ministère des Communications (Italie)
Le ministère des Communications est un département ministériel du gouvernement italien dont les fonctions et les tâches concernent les services postaux, les télécommunications, les réseaux multimédias, les technologies de l'information, la télématique, la radiodiffusion et la télévision et les technologies innovantes appliquées au secteur des communications (article 32-bis, décret législatif no 300 du 30 juillet 1999).
Depuis le gouvernement Berlusconi IV, il a été fusionné avec le ministère du Développement économique.

## Histoire
Le ministère a été créé le 12 décembre 1944 par le gouvernement Bonomi III sous le nom de ministère des Postes et Télécommunications, à la suite de la dissolution de l'ancien ministère des Postes et Télégraphes (rebaptisé "ministère des Communications" sous le gouvernement Mussolini). Contrairement à l'ancien ministère, celui-ci n'a conservé que la responsabilité des communications, tandis que la responsabilité des routes ordinaires et des chemins de fer a été confiée au ministère des Transports nouvellement créé.
En 1992 a eu lieu la réforme des télécommunications, avec laquelle les services de télécommunications et de téléphonie ont été transférés de la gestion directe de l'État au secteur public, puis réorganisés dans la nouvelle société Telecom Italia S.p.A., à l'été 1994. La réorganisation du ministère a eu lieu avec la loi no 71 du 29 janvier 1994.
En 1997, l'Administration autonome des postes et télégraphes, organe du ministère, a été détachée et transformée en entité économique publique, puis en Società per Azioni (société entièrement publique) de la Poste Italiane. Cette année-là, le nom du ministère a été changé en ministère des communications. La réforme Bassanini prévoyait son incorporation au ministère des activités productives, mais le gouvernement Berlusconi II a décidé de modifier à nouveau la loi, en la maintenant autonome.
Enfin, avec la loi de finances 2008, le gouvernement Prodi II a décidé de revenir à l'ancienne configuration de la réforme Bassanini de 1999. Ainsi, le gouvernement Berlusconi IV a mis en œuvre la réforme susmentionnée et le ministère des communications a été fusionné avec le ministère du développement économique (nouvelle appellation de l'ancien ministère des activités productives), auquel a été ajouté le département des communications.

## Organisation
Le ministère des communications était organisé comme suit

### Secrétariat général
- Direction générale de la gestion des ressources humaines
- Direction générale des communications électroniques et des services de radiodiffusion
- Direction générale de la planification et de la gestion du spectre radioélectrique
- Direction générale de la gestion des ressources instrumentales et informatives
- Direction générale de la réglementation du secteur postal
- Institut supérieur des communications et des technologies de l'information
- Inspections territoriales

### Organes internes
- Comité exécutif pour la large bande
- Conseil supérieur des communications
- Commission pour l'étude et le traitement des entiers postaux

## Les ministres des communications
- Ministres des Communications d'Italie.

La liste comprend les noms des ministres qui ont occupé le ministère des communications, des postes et des télécommunications depuis 1946.
Il est également possible d'accéder à la liste des ministres des Postes et Télégraphes du royaume d'Italie (1889-1929), ainsi que des ministres des Communications, également du royaume d'Italie (1929-1944). Il convient de noter que le ministère a changé de nom en 1944 pour devenir le ministère des postes et des télécommunications.

## Source
- (it) Cet article est partiellement ou en totalité issu de l’article de Wikipédia en italien intitulé « Ministero delle comunicazioni » (voir la liste des auteurs).